# Mount Rushmore National Memorial
Das Mount Rushmore National Memorial ist ein 1941 fertiggestelltes Denkmal, das aus monumentalen Porträtköpfen der vier bis zur Zeit seiner Erstellung als am bedeutendsten und symbolträchtigsten geltenden US-Präsidenten besteht. Jedes Porträt ist 18 Meter hoch. Dargestellt sind von links nach rechts die Präsidenten George Washington (1. US-Präsident), Thomas Jefferson (3.), Theodore Roosevelt (26.) und Abraham Lincoln (16.). Vor dem Denkmal sind Ausschnitte aus berühmten Reden der vier Präsidenten auf Schrifttafeln zu lesen. Das Mount-Rushmore-Nationaldenkmal wird auch als Shrine of Democracy (Schrein der Demokratie) bezeichnet. Allerdings wurde es auch als eine Entweihung eines heiligen Berges der Lakota-Indianer betrachtet, der Six Grandfathers (Lakota Tȟuŋkášila Šákpe ‚sechs Großväter‘) genannt wurde.
Der Mount Rushmore ist ein 1745 m hoher Berg in den Black Hills, South Dakota nahe der Town Keystone. Der Berg verdankt seinen Namen dem New Yorker Anwalt Charles Rushmore, der ursprünglich die Goldschürfrechte für das Gebiet erworben hatte.

## Geschichte

### Idee

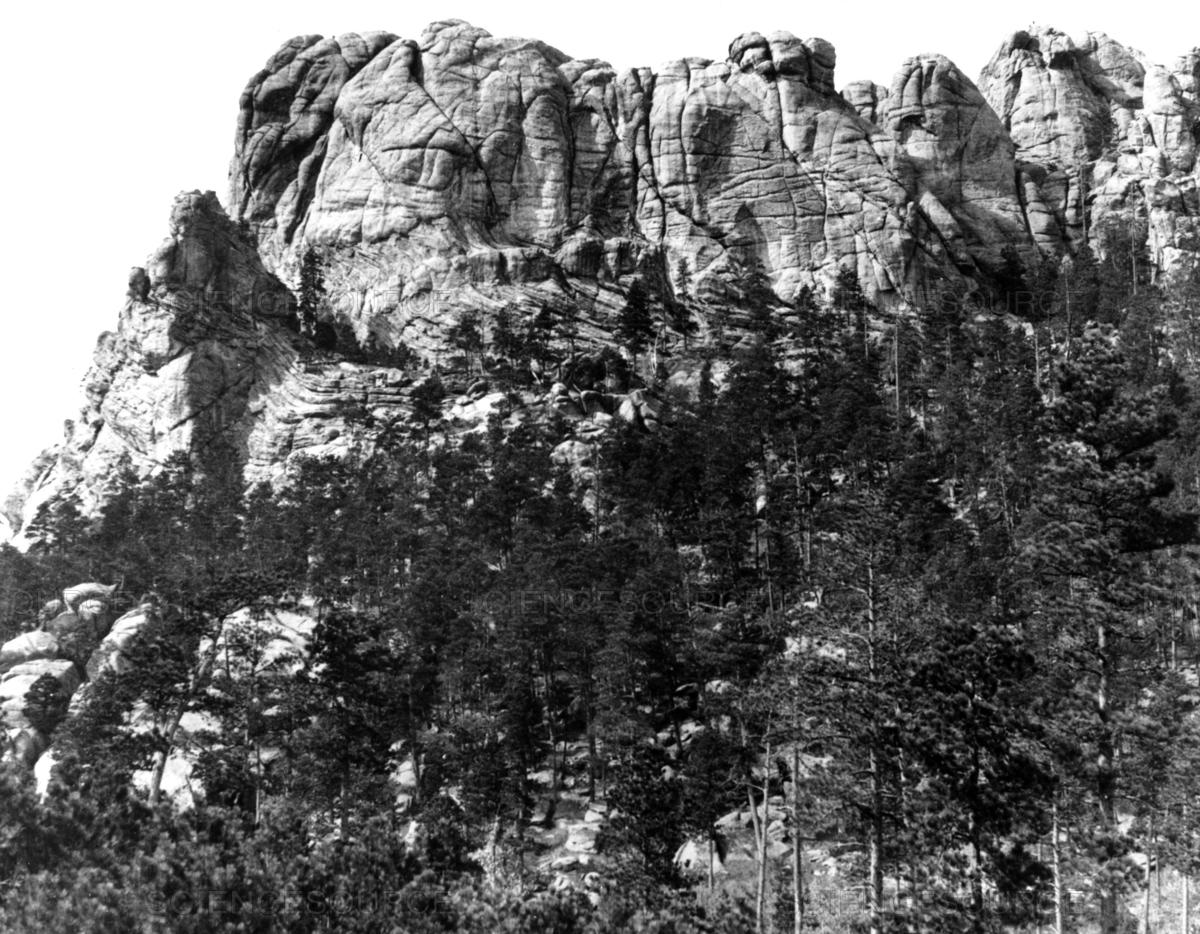
Mount Rushmore vor den Arbeiten, um 1905

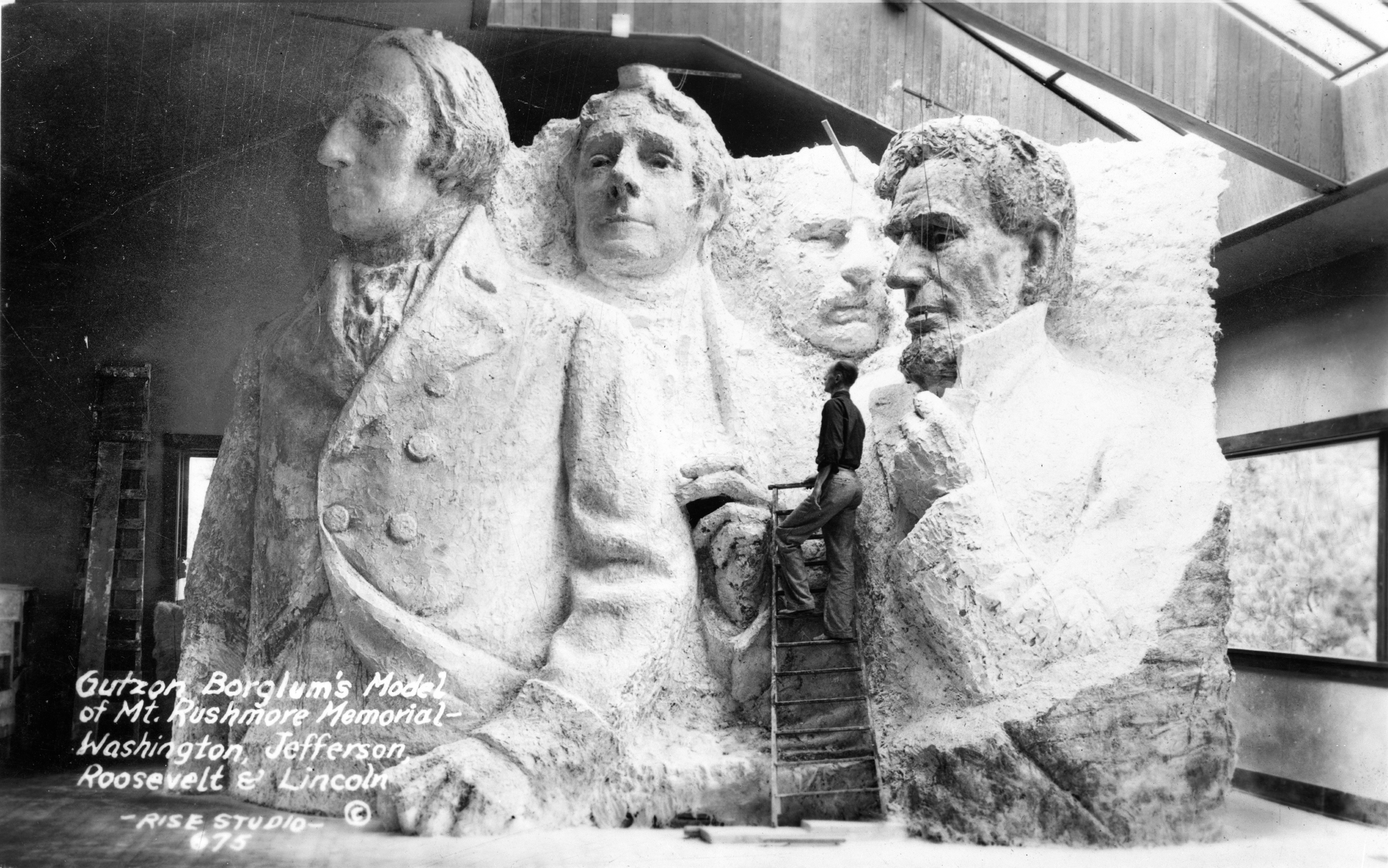
Der ursprüngliche Entwurf des Denkmals

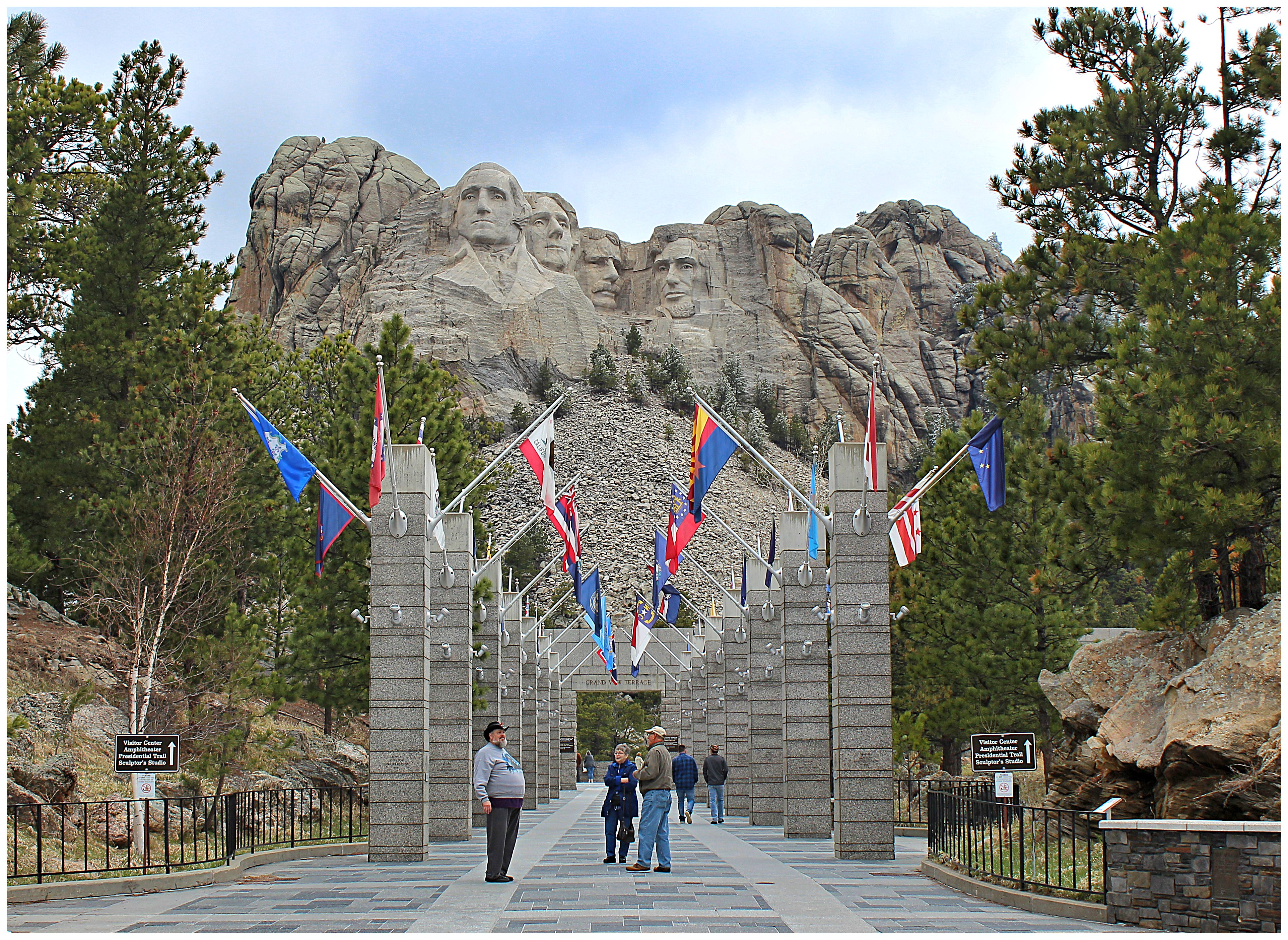
Fußweg zur Aussichtsplattform

Die Idee, ein Monument für berühmte Persönlichkeiten in den Bergen von South Dakota zu erstellen, kam von dem Historiker Doane Robinson (1856–1946). Er wollte damit den Tourismus in der Region ankurbeln. Ursprünglich dachte er nicht an Präsidenten, sondern an bekannte Gestalten aus der Geschichte des Westens, wie Lewis and Clark, Red Cloud und Buffalo Bill Cody.
Auch war das Monument ursprünglich an einem anderen Platz geplant, nämlich an den Needles, einer bizarren Felsformation in den Black Hills. Wegen der schlechten Qualität des Granits und zu wenig Platz für die Skulpturen wurde dieser Vorschlag abgelehnt. Auch stieß der Vorschlag auf entschiedenen Widerstand bei den Ureinwohnern. Aussicht auf Verwirklichung hatte das Projekt erst, als sich Senator Peter Norbeck (1870–1936) aus South Dakota für das Projekt starkmachte und eine Finanzierung durch den Bundeshaushalt sicherte.
Die Idee von den vier Präsidentenköpfen kam von dem Bildhauer John Gutzon de la Mothe Borglum (1867–1941), der das Denkmal schuf.

### Ausführung
Das Monument wurde von John Gutzon de la Mothe Borglum in 14 Sommern zwischen 1927 und 1941 in den Granit des Mount Rushmore gesprengt, gehauen und gemeißelt. Für das Bildnis George Washingtons war 1930 Baubeginn. Mit Thomas Jeffersons Porträt wurde 1936 rechts daneben begonnen. 1937 folgte Abraham Lincoln und ab 1939 nahm man in der Felsnische das Bildnis Theodore Roosevelts in Angriff.
Bei den gesamten Arbeiten wurde Borglum von fast 400 Arbeitern und Helfern unterstützt. Er selbst starb vor der Vollendung des Kunstwerkes. Sein Sohn Lincoln Borglum setzte die Arbeiten noch einige Monate fort, bis sie im Oktober 1941 aus Geldmangel eingestellt wurden und das Monument am 31. Oktober 1941 für vollendet erklärt wurde. Eine geplante Erweiterung der Figuren bis auf Taillenhöhe wurde nie ausgeführt.
Das Denkmal wird mit dem dazugehörigen Museum vom National Park Service verwaltet.

## Hall of Records
An der Nordwand eines kleinen Canyons hinter den Gesichtern befindet sich eine etwa 30 × 24 m große Kammer (100 × 80 Fuß), die als Hall of Records bezeichnet wird (deutsch etwa Halle der Aufzeichnungen).
Ursprünglich plante Borglum, hier Dokumente und Artefakte aufzubewahren, die wesentlich für die US-amerikanische Geschichte sind. Außerdem sollten dort auch die Büsten namhafter US-Bürger und eine Liste mit Errungenschaften in Wissenschaft, Industrie und Kunst, die die Vereinigten Staaten für die gesamte Menschheit beigetragen haben, lagern. Der Eingang sollte über 6 m hoch (20 Fuß) und fast 5 m breit (14 Fuß) werden und durch Glastüren in die obere Kammer führen. Ein Bronze-Adler mit über 11 m Spannweite (38 Fuß) sollte über der Tür prangen, und darüber die Inschrift „America’s Onward March“ sowie „Hall of Records“.
Nach Borglums plötzlichem Tod wurden die Arbeiten an der Kammer am 31. Oktober 1941 kurz vor dem Eintritt der USA in den Zweiten Weltkrieg abgebrochen. Ende des 20. Jahrhunderts wurden sie wieder aufgenommen, und Borglums Traum am 9. August 1998 doch noch fertiggestellt.
In der Kammer befindet sich nun eine Truhe aus Teakholz, die in einem Tresor aus Titan steht. Darin befinden sich 16 emaillierte Porzellantafeln, die beschreiben, wie und von wem Mount Rushmore in den Fels gemeißelt wurde, die Gründe für die Auswahl der vier Präsidenten sowie eine kurze Geschichte der Vereinigten Staaten. Die Truhe ist für Besucher nicht zugänglich; vielmehr soll ihr Inhalt in Tausenden von Jahren Menschen informieren, die sich fragen, wozu Mount Rushmore entstand.

## Ansprüche der Lakota-Indianer

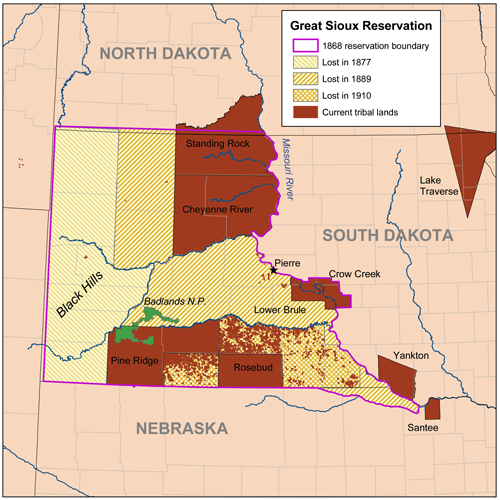
Karte mit der ursprünglichen Grenze der Great-Sioux-Reservation nach dem Vertrag von Fort Laramie und der jetzigen Grenze

Ursprünglich hieß der Berg in der Lakota-Sprache „Sechs Großväter“. Der Berg war Teil der Strecke, die Lakota-Führer Black Elk in einer spirituellen Reise nahm, die ihn zum Harney Peak führte. Das Gebiet der Black Hills war Bestandteil des 1868 abgeschlossenen zweiten Vertrags von Fort Laramie. Dieser Vertrag legte das Gebiet des gesamten heutigen US-Bundesstaates South Dakota westlich des Missouri, einschließlich der Black Hills von der Südgrenze zu Nebraska bis zum 46. Breitengrad und vom Missouri im Osten bis zum 104. Meridian im Westen als Indianer-Land zur uneingeschränkten und unbehelligten Nutzung und Besiedlung durch die Great Sioux Nation fest. 1877 wurde der Vertrag von den Vereinigten Staaten gebrochen, nachdem in den Black Hills Gold gefunden worden war. Das Gebiet wurde einseitig aus der Great Sioux Reservation herausgenommen. Charles Edward Rushmore (1857–1931), nach dem das Memorial benannt wurde, war ein mit Goldschürfrechten reich gewordener New Yorker Rechtsanwalt.
Bis heute erkennen die Sioux-Indianer diesen Gebietsverlust nicht an. Sie sehen das Gebiet als Bestandteil von Pine Ridge. Im Rechtsstreit United States v. Sioux Nation of Indians bekamen sie 1980 wegen der Missachtung des Vertrags von Fort Laramie und anderer Vereinbarungen eine finanzielle Entschädigung von damals 105 Millionen Dollar zugesprochen. Bis heute verweigern die Sioux jedoch die Annahme des Geldes. Sie wollen das ihnen angestammte Land zurück, vor allem auch die ihnen heiligen Black Hills (Paha Sapa). Sie sehen in dem Monument eine Provokation, insbesondere wegen des abgebildeten Präsidenten Abraham Lincoln, der 1862 im Kontext des Sioux-Aufstands, auch bekannt als der „Dakota-Konflikt“, 303 Sioux zum Tode verurteilen und am 16. Dezember 1862 38 Lakota-Indianer in Mankato, Minnesota, in der größten Massenhinrichtung in der Geschichte der Vereinigten Staaten hängen ließ.
1971 besetzten Mitglieder der American Indian Movement das Monument und benannten den Berg in „Mount Crazy Horse“ um. Sie errichteten auch eine Gebetsstätte auf dem Gipfel des Berges. 14 Kilometer vom Mount Rushmore wird seit 1948 am Crazy Horse Memorial gearbeitet, einem noch größeren Monument. Auch dieses Monument ist nicht unumstritten.

## Verwendung in Medien
Das Mount-Rushmore-Monument ist Kulisse verschiedener Spielfilme. Zu den bekanntesten Filmszenen gehört der dramatische Showdown des Films Der unsichtbare Dritte von Alfred Hitchcock, bei dem Eva Marie Saint und Cary Grant zwischen den Präsidentenköpfen um ihr Leben kämpfen – wenngleich diese Filmszenen nur im Studio gedreht werden konnten, da man laut François Truffaut keine Drehgenehmigung vor Ort erhalten hatte.
In dem Film Das Vermächtnis des geheimen Buches befindet sich in einer Felsformation am Mount Rushmore Cibola, die Stadt aus Gold.
Im Film Mars Attacks! wird das Mount Rushmore Memorial durch die Außerirdischen mit dem Laser ihres Raumschiffes bearbeitet. Nachdem sich der Rauch gelichtet hat, sieht man anstatt der vier Präsidentenköpfe vier Alienköpfe. Auch in vielen anderen Science-Fiction-Produktionen wird das Motiv verwendet, Mount Rushmore um einen weiteren Kopf zu ergänzen, meist handelt es sich dabei um einen für die Verhältnisse der Zeit der Produktion unvorstellbaren Präsidenten, zum Beispiel eine Frau, einen Schwarzen oder einen Außerirdischen. Darstellungen mit einer solchen Ergänzung eines fünften Kopfes gibt es zum Beispiel in den Serien Alf (Episode Der Traumkandidat), Doctor Who und Futurama.
Das Cover des Albums Deep Purple in Rock, deutsch als „Deep Purple im Fels“ interpretierbar, zeigt die Köpfe der fünf Mitglieder der Band an Stelle der vier US-amerikanischen Präsidenten, die in den Fels von Mount Rushmore gehauen wurden.